# Тогускен
Тогуске́н (каз. Төгіскен) — село у складі Жанааркинського району Улитауської області Казахстану. Адміністративний центр Тогускенського сільського округу.
Населення — 1758 осіб (2021; 1882 у 2009, 1559 у 1999, 1770 у 1989).
Національний склад станом на 1989 рік:
- казахи — 100 %.